# Everything's Gonna Be Okay
Everything's Gonna Be Okay est une série télévisée comique américaine créée par le comédien australien Josh Thomas. Thomas a précédemment créé, écrit, réalisé et joué dans la série primée semi-autobiographique Please Like Me. Everything's Gonna Be Okay a été créé sur Freeform le 16 janvier 2020. En mai 2020, la série a été renouvelée pour une deuxième saison qui est sortie le 8 avril 2021,. En août 2021, la série a été annulée après deux saisons.

## Synopsis
Nicholas, un Australien d'une vingtaine d'années, rend visite à son père américain et à ses deux demi-sœurs adolescentes à Los Angeles. Lors de sa visite, il apprend que leur père est en phase terminale d’un cancer et souhaite que Nicholas devienne le tuteur de Geneviève et Mathilde, car leur mère est déjà décédée.

## Distribution

### Principal
- Josh Thomas (VF : Hugo Brunswick) dans le rôle de Nicholas Moss: un entomologiste australien gay et névrosé dans la vingtaine. À la fin de la deuxième saison, il est diagnostiqué autiste[6].
- Kayla Cromer (VF : Claire Baradat) dans le rôle de Matilda Moss : la demi-sœur autiste de Nicholas qui a 17 ans au début de la série. Elle est une compositrice classique douée[7]. Cromer elle-même est autiste, ce qui, selon elle, l'a aidée à décrocher le rôle bien qu’elle ait auditionné sans agent[8].
- Adam Faison dans le rôle d’Alex : le petit ami de Nicholas pendant les deux saisons[9].
- Maeve Press dans le rôle de Genevieve Moss : la demi-sœur de Nicholas, qui a une passion pour l’écriture. Elle a 14 ans au début de la série[6],[7].

### Récurrent
- Lillian Carrier (VF : Soizic Fonjallaz) dans le rôle de Drea, la petite amie asexuelle et autiste de Matilda, et plus tard sa femme
- Lori Mae Hernandez dans le rôle de Barb, l'amie de Geneviève
- Vivienne Walsh dans le rôle de Penny, la mère de Nicholas qui passe parfois des appels vidéo depuis l'Australie
- Charlie Evans (VF : Arthur Raynal) dans le rôle de Leonard, l'intérêt amoureux de Geneviève
- Vico Ortiz dans le rôle de Lindsey, l'ami d'Alex
- Carsen Warner dans le rôle de Jeremy, le camarade de classe de Matilda (saison 1, invité saison 2)
- Kimleigh Smith (VF : Daria Levannier) dans le rôle de Mme Hall, professeure de Geneviève (saison 1, invité saison 2)
- Ivy Wolk dans le rôle de Tellulah, l'amie de Geneviève (saison 1)
- Mason Gooding (VF : Tom Trouffier) dans le rôle de Luke, le béguin de Matilda (saison 1)
- Timothy Isaac Brundidge (VF : Oscar Douieb) dans le rôle de Zane, la camarade de classe de Matilda avec qui elle couche lors d'une fête (saison 1)
- Hye Young Park dans le rôle de Sam, la professeure de Matilda (saison 1)
- James M. Connor en tant que principal Young, principal de Geneviève et Matilda (saison 1)
- Maria Bamford dans le rôle de Suze, la mère de Drea (saison 2)
- Richard Kind (VF : Bernard Bollet) dans le rôle de Tobias, le père de Drea (saison 2)
- Christian Valderrama dans le rôle d’Oscar, l'intérêt amoureux de Geneviève (saison 2)
- CJ Jones dans le rôle d’Eric, le père sourd d'Alex (saison 2)

 Source et légende : version française (VF) sur RS Doublage

## Épisodes
| Saison | Épisodes | Épisodes | Initialement diffusé | Initialement diffusé |
| Saison | Épisodes | Épisodes | Premier épisode      | Dernier épisode      |
| 1      | 10       | 10       | 16 janvier 2020      | 12 mars 2020         |
| 2      | 10       | 10       | 8 avril 2021         | 3 juin 2021          |

## Réception

### Réponse critique
Sur Rotten Tomatoes, la série a un taux d'approbation de 94% basé sur 17 critiques. Le consensus critique du site Web est : « Doux, poignant et chaleureusement plein d'esprit , Everything's Gonna Be Okay est aussi généreux et nuancé que ses personnages sont bien écris. » Sur Metacritic, il a une note moyenne pondérée de 80 sur 100, basée sur 6 critiques, indiquant « des critiques généralement favorables ». Steve Greene d’IndieWire, passant en revue la première saison, a fait l'éloge de l'empathie narrative de la série et des « instants de grâce » entre les chapitres les plus typiques de la série. Luke Buckmaster de The Guardian était plus prudent, déclarant que la série « manque sa cible » et n'atteint son rythme de croisière qu'après le premier épisode de la saison. Lors de la première des épisodes "Gray Bird Grasshopper" et "Jungle Centipede", le critique Alex Reif de laughingplace.com a fourni des commentaires positifs, notant « ... la force de la série est qu'elle aborde des problèmes graves d’une manière comique », et que la série est « une bouffée d'air frais ».

### Distinctions
| Année | Récompense                              | Catégorie                 | Résultat   | Réf.   |
| ----- | --------------------------------------- | ------------------------- | ---------- | ------ |
| 2021  | GLAAD Media Awards                      | Outstanding Comedy Series | Nomination | [ 16 ] |
| 2021  | Hollywood Critics Association TV Awards | Best Cable Series, Comedy | Nomination | [ 17 ] |